# 稲垣長以
稲垣 長以（いながき ながもち）は、江戸時代中期の大名。志摩国鳥羽藩3代藩主。官位は従五位下・摂津守。鳥羽藩稲垣家7代。

## 生涯
2代藩主・稲垣昭央の長男として誕生した。
安永2年（1773年）7月22日、父の隠居により家督を継ぐ。藩政においては天明の大飢饉による被害や大風雨による城壁破損などのため、多難を極めた。
養子としていた弟の長守が早世したため、寛政6年（1794年）11月11日に家督を養嗣子の長続に譲って隠居した。長続が文政元年（1818年）に死去した後は、次いで藩主となった長剛が幼少のため藩政を後見した。文政6年（1823年）5月14日、75歳で死去した。

## 系譜
父母
- 稲垣昭央（父）

正室、継室
- 加藤泰衑の娘（正室）
- 太田資俊の娘（継室）

養子、養女
- 稲垣長続 ー 榊原政永の十男
- 勝 ー 稲垣長続正室、三浦前次の長女